# Pitta
Pitta este un gen de păsări din familia Pittidae. Sunt păsări discrete, viu colorate, care se hrănesc pe solul pădurii. Au picioare lungi și coadă scurtă, cu aripi rotunjite. Toate exemplarele au partea superioară verde, cu aripi albastre. Multe au capul închis la culoare. Construirea cuibului, incubarea și creșterea puietului sunt efectuate de ambii părinți. Incubația se încheie în aproximativ 17 zile, iar puii sunt altrici și nidicoli. Unele specii sunt migratoare.

## Taxonomie
Genul Pitta a fost creat de ornitologul francez Louis Pierre Vieillot în 1816. În 1855, ornitologul englez George Robert Gray a desemnat specia tip drept Corvus triostegus. Acesta este un sinonim junior al Corvus brachyura. Cuvântul Pitta provine din limba telugu și înseamnă „drăguț”, „ornament mic”.
Genul conține 20 de specii, distribuite din Africa, prin sudul, estul și sud-estul Asiei, până în Noua Guinee, Insulele Solomon și Australia. Anterior a fost singurul gen din familie și conținea 31 de specii. În urma unui studiu din 2006, unele dintre specii au fost împărțite în două genuri: Erythropitta și Hydrornis.

## Specii
Genul conține 20 de specii:
| Imagine | Denumire științifică | Nume comun                    | Distribuție                                               |
| ------- | -------------------- | ----------------------------- | --------------------------------------------------------- |
|         | Pitta angolensis     | sturz multicolor angolez      | Africa tropicală și subtropicală                          |
|         | Pitta reichenowi     |                               | Africa tropicală                                          |
|         | Pitta brachyura      |                               | Subcontinentul indian                                     |
|         | Pitta moluccensis    |                               | Australia și Asia de Sud-Est                              |
|         | Pitta megarhyncha    |                               | din estul Indiei până în vestul Asiei de Sud-Est          |
|         | Pitta sordida        | sturz multicolor cu cap negru | Asia de Sud-Est continentală și maritimă                  |
|         | Pitta abbotti        |                               | Insulele Nicobar                                          |
|         | Pitta forsteni       |                               | Sulawesi de nord                                          |
|         | Pitta novaeguineae   |                               | Noua Guinee                                               |
|         | Pitta rosenbergii    |                               | Biak (insulele Cenderawasih Bay, nord-vestul Noii Guinee) |
|         | Pitta nympha         |                               | Asia de Est                                               |
|         | Pitta versicolor     |                               | estul Australiei și sudul Noii Guinee                     |
|         | Pitta maxima         |                               | Maluku de Nord⁠(d)                                         |
|         | Pitta concinna       |                               | Insulele Lesser Sunda⁠(d)                                  |
|         | Pitta elegans        |                               | Insulele Lesser Sunda                                     |
|         | Pitta vigorsii       |                               | Insulele Maluku                                           |
|         | Pitta anerythra      |                               | Melanezia de vest                                         |
|         | Pitta steerii        |                               | Filipine                                                  |
|         | Pitta superba        |                               | Insula Manus (la nord de Papua Noua Guinee)               |
|         | Pitta iris           |                               | nordul Australiei                                         |